# 三浦昌悟
三浦 昌悟（みうら しょうご、1995年6月8日 - ）は、ジャパンラグビーリーグワントヨタヴェルブリッツに所属するラグビーユニオン選手。

## プロフィール
- 秋田県出身[1]。
- ポジションはプロップ(PR)。
- 身長 180 cm、体重 108 kg
- リーグ戦ベストフィフティーンに選ばれたことがある[2]。
- オールスターゲームのリーグ戦選抜に選ばれたことがある[3]。
- 日本代表キャップは10。（2024年6月現在）。
- U20日本代表に選出されたことがある[4]。
- ニックネームはしょうごりん。

## 来歴
小学1年生からラグビーを始めた。秋田市立秋田北中学校時代に全国優勝。
2014年、秋田工業高校卒業後、東海大学に入る。なお秋田工業高校時代、高校日本代表候補に選ばれたことがある。
2016年5月7日に行われた2016年アジアラグビーチャンピオンシップ第2戦香港戦で途中出場で日本代表初キャップを獲得した。
2017年、東海大学体育会ラグビーフットボール部の副将に就任した。
2018年、東海大学卒業後、トヨタ自動車ヴェルブリッツ(現・トヨタヴェルブリッツ)に加入。同年9月1日に行われたジャパンラグビートップリーグ第1節のサントリーサンゴリアス戦にて先発出場で公式戦初出場を果たす。
2019年6月、サンウルブズに追加召集された。